# Taxiatosh
Taxiatosh (en ouzbek : Taxiatosh) est une ville d'Ouzbékistan située dans la République du Karakalpakstan.
Sa population s'élevait à 64 138 habitants en 2012.